# Regering-De Decker
De regering-De Decker (30 maart 1855 - 9 november 1857) was een Belgische Unionistisch regering. Het was de laatste unionistische regering, een unie tussen katholieken en liberalen. Ze volgde de regering-De Brouckère op en werd opgevolgd door de regering-Rogier II.

## Verloop
Op 4 maart 1855 nam de gematigd liberale regering-De Brouckère, na een stemmingsnederlaag in het parlement, ontslag. Vervolgens gaf koning Leopold I achtereenvolgens de opdracht aan de liberalen Noël Delfosse, Victor Tesch en de katholieke Barthélémy de Theux de Meylandt om een nieuwe regering te vormen. Zowel Delfosse, Tesch als de Theux slaagden echter niet in hun opdracht, omdat geen enkele partij een parlementaire meerderheid had.
De koning, die nog steeds erg unionistisch ingesteld was, gaf vervolgens aan de gematigde katholiek Pierre de Decker de opdracht om een unionistische regering te vormen. Op 30 maart 1855 was hij met zijn opdracht klaar en zijn regering werd gesteund door de katholieken en de gematigde liberalen.
Bij koninklijk besluit van 27 juni 1856 werd de Vlaamse Grievencommissie ingesteld, met als negen leden Hendrik Conscience, Jan-Baptist David, Frans Hendrik Mertens, Frans Rens, Ferdinand Snellaert, Eugène Stroobant, Michiel van der Voort, Guillaume de Corswarem en Lucien Jottrand. Het doel van deze commissie was het vraagstuk van het gebruik van de Nederlandse taal door het publiek te bestuderen. De commissie deed voorstellen die te radicaal waren voor die tijd en onverenigbaar werden geacht met de politieke en administratieve organisatie van België.
Doordat er tussen de katholieken en de liberalen moeilijk samen te werken viel, kende deze regering al snel meerdere spanningen. Nadat de katholieken bij de gemeenteraadsverkiezingen van 27 oktober 1857 een zware nederlaag leden, beschouwde De Decker dit als een afkeuring van zijn beleid en nam de regering erg tegen de zin van de koning op 30 oktober 1857 ontslag, waarna er nieuwe parlementaire verkiezingen werden uitgeschreven voor 10 december.

## Samenstelling
De regering telde zes ministers.
| Ambtsbekleder | Ambtsbekleder | Ambtsbekleder                    | Functie                     | Partij                        |
| ------------- | ------------- | -------------------------------- | --------------------------- | ----------------------------- |
|               |               | Pierre de Decker (1812-1891)     | Minister Binnenlandse Zaken | Katholiek                     |
|               |               | Charles Vilain XIIII (1803-1878) | Minister Buitenlandse Zaken | Katholiek                     |
|               |               | Alphonse Nothomb (1817-1898)     | Minister Justitie           | extraparlementair (katholiek) |
|               |               | Edouard Mercier (1799-1870)      | Minister Financiën          | Katholiek                     |
|               |               | Léonard Greindl (1798-1875)      | Minister Oorlog             | extraparlementair             |
|               |               | Auguste Dumon (1819-1892)        | Minister Openbare Werken    | Liberale Partij               |